# Abel Lauvray
Louis Alphonse Abel Lauvray, né le 21 novembre 1870 à Rennes (Ille-et-Vilaine) et mort le 19 décembre 1950 à Vétheuil (Val-d'Oise), est un peintre français.

## Biographie

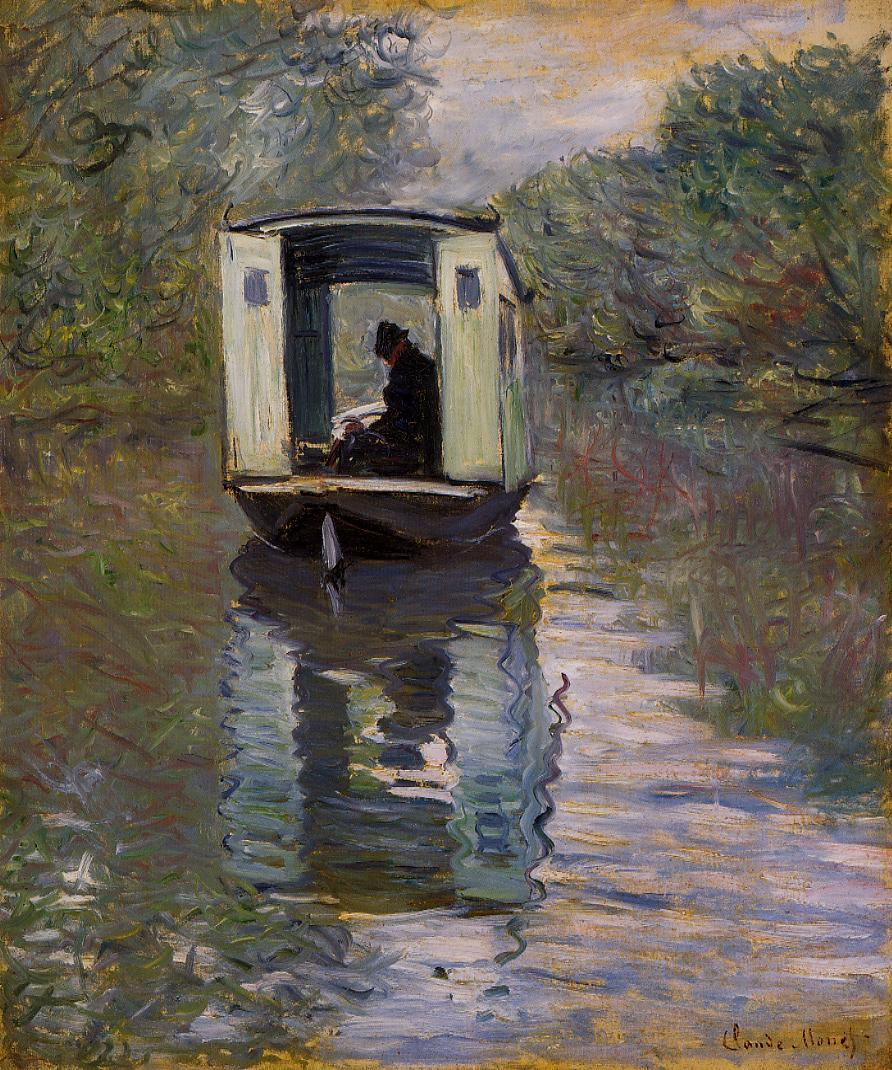
Claude Monet, Le Bateau atelier (1876), Philadelphie, Fondation Barnes.

Rattaché au mouvement du post-impressionnisme, Abel Lauvray est un peintre de paysages et de portraits. Issu d'une riche famille de notaires, il rencontre pour la première fois Claude Monet vers 1880, alors installé à une trentaine de mètres du domicile familial à Vétheuil. Il se lie rapidement d'amitié avec le peintre qui, ruiné, est aidé par la famille Lauvray. Quand Monet revient à Vétheuil en 1893, Abel Lauvray accompagne le peintre sur la Seine sur son bateau-atelier qu'il lui cédera par la suite. Il se marie le 3 février 1908 avec Jeanne Lejard qui donnera naissance à sa fille unique, Geneviève, en 1913.
Après des études de droit, effectuées sur l'avis de sa famille, Abel Lauvray entreprend de s'inscrire à l'Atelier Cormon à Paris et, sur les conseils de Claude Monet, de peindre par lui-même. Suivant les conseils de Monet, sans pour autant le copier, il réalisera environ 1 500 peintures pendant ses 60 années de sa carrière. Un tiers de ces toiles seront détruites lors de l'incendie de son atelier à Mantes-la-Jolie au moment des événements liés à la Libération de la France pendant la Seconde Guerre mondiale. Il fut notamment révélé au public lors de ses premières expositions posthumes en 1963, puis lors de l'exposition organisée pour le centenaire de sa naissance en 1970 à la galerie Yves Jaubert à Paris.
S'inscrivant dans la lignée du post-impressionnisme et fortement marqué par son admiration pour Claude Monet, Abel Lauvray excelle dans la restitution des lumières douces des paysages qui l'entourent qu'il représente avec une grande délicatesse. Si la majorité de son travail met en peinture les bords de Seine de Vétheuil à Mantes-la-Jolie, il illustre également ses fréquents passages en Touraine et à Villeneuve-les-Avignon, ainsi que ses voyages en Normandie, à Antibes, dans la Somme, à Venise ou en Grèce.

## Hommages
- Centre d’arts Abel-Lauvray à Mantes-la-Jolie. Le peintre et céramiste Jean-Marie Ledannois (1940-2014) le dirigea.
- Rue Abel Lauvray à Versailles.
- Rue Abel Lauvray à Vétheuil.